# Sphenoderes
Genre
Sphenoderes est un genre de Kinorhynches de la famille des Semnoderidae.

## Liste des espèces
- Sphenoderes indicus Higgins, 1969
- Sphenoderes poseidon Sørensen, Rho & Kim, 2010

## Publication originale
- Higgins, 1969 : Indian Ocean kinorhyncha: 1, Condyloderes and Sphenoderes, New cyclorliagid genera. Smithsonian Contributions to Zoology, n. 14, p. 1-13.